# Komatsu Limited
Komatsu Ltd. (株式会社小松製作所, Kabushiki-gaisha Komatsu Seisakusho) ou Komatsu (コマツ) (TYO: 6301) é uma indústria japonesa, fabricante de máquinas pesadas destinadas principalmente a construção civil, como por exemplo: tratores, escavadeiras hidráulicas, carregadeiras de rodas e motoniveladoras. Tem filiais em várias cidades ao redor do mundo.

## História

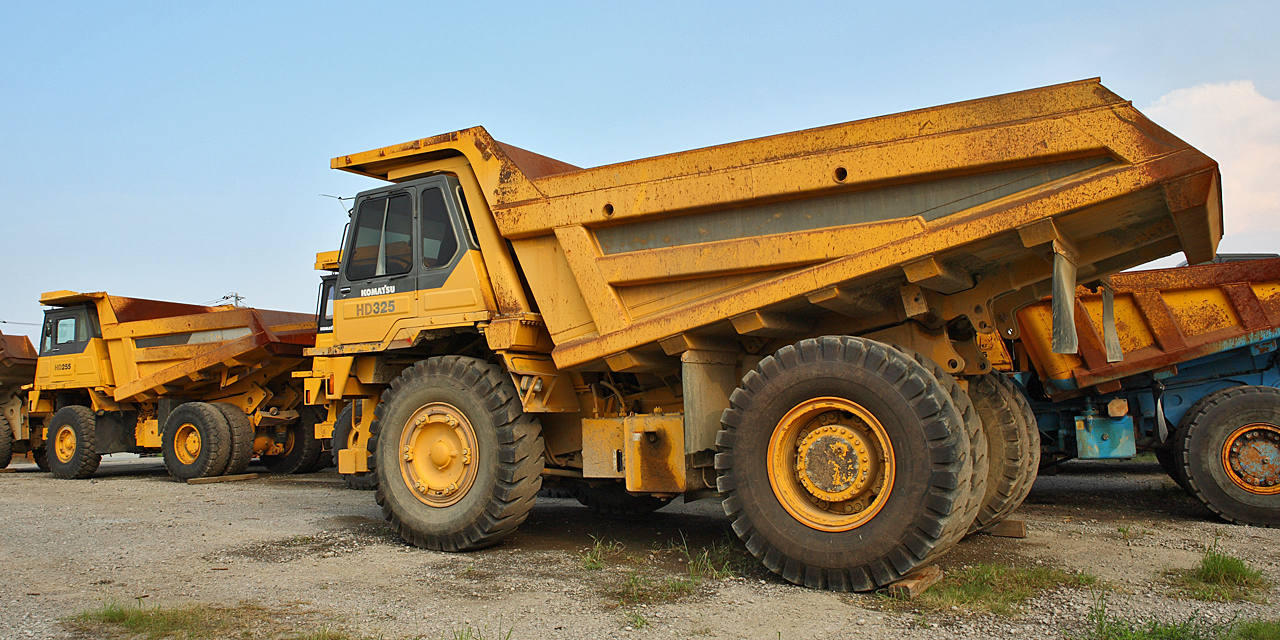
Komatsu HD325
off-road dump truck

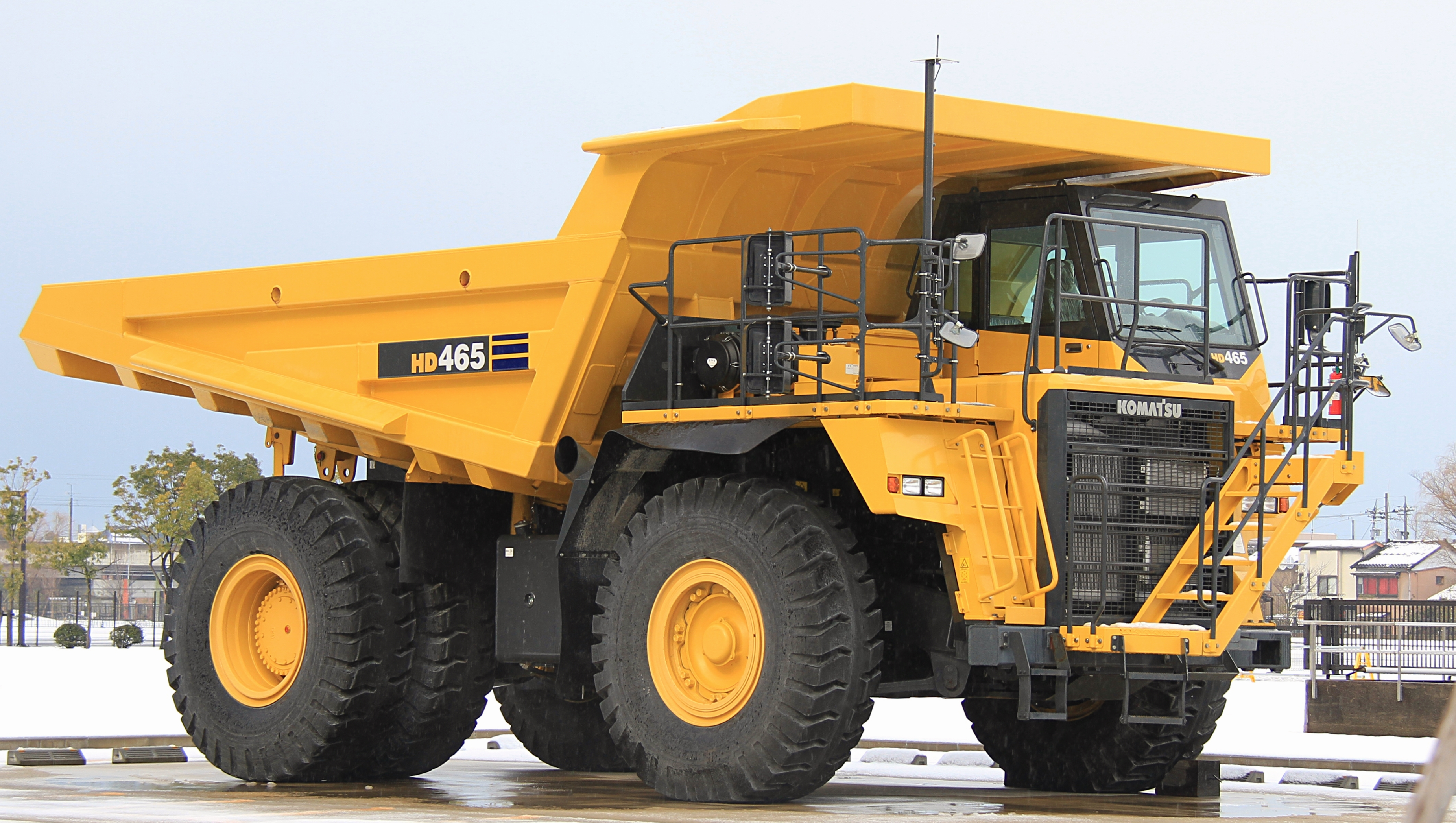
Caminhão basculante rígido, aplicado em mineração. Peso operacional de aproximadamente 99 TON. Off-road dump truck.Qualidade e confiabilidade são sinônimos da marca.

Komatsu Iron Works foi fundada pela Takeuchi Mining Industry como uma subsidiária para fazer ferramentas industriais para a empresa-mãe. Komatsu, eventualmente, tornou-se grande o suficiente para vender para o público, e foi desmembrada em 13 de maio de 1921 como Komatsu Ltd.
Komatsu produziu o seu primeiro protótipo de trator agrícola em 1931. Através da década de 1930, a empresa também produziu tratores militares para as forças armadas japonesas, bem como tratores, tanques e obuses. Após a Segunda Guerra Mundial, sob o seu novo presidente Yoshinari Kawai, a empresa adicionou tratores não-militares e empilhadeiras para sua linha de equipamentos. Em 1949 começou a produção de seu primeiro motor diesel. O seu crescimento como empresa foi ajudado pela forte demanda por seus tratores durante a reconstrução do pós-guerra do Japão na década de 1950. Em agosto de 1951, a sede da empresa foi transferida para Tóquio. Em 1957 a empresa tinha avançado tecnologicamente, a ponto de que todos os seus modelos estavam usando motores Komatsu.
Em 1964, Rioichi Kawai, filho de Yoshinari Kawai, tornou-se presidente da Komatsu, e começou a exportar seus produtos, procurando contrariar a imagem do pós-guerra de produtos japoneses como sendo baratos e mal feitos. Em julho de 1967, entrou no mercado dos Estados Unidos, assumindo a Caterpillar, a maior fabricante de tratores, em seu mercado doméstico. Isso foi feito no âmbito do slogan da empresa "Maru-C", tradução para o Inglês como "cercar a Caterpillar" (a partir do jogo de tabuleiro Go, onde cercar um oponente resulta na captura do seu território). Um ano mais tarde, em 1968, a Komatsu se instalou no Brasil, especificamente na cidade de Suzano, em São Paulo.
Komatsu e a Dresser Industries estabeleceram a Komatsu Dresser que fazia tratores de mineração e equipamentos relacionados. Esta propriedade meia-a-meia durou de setembro de 1988 até agosto de 1994, quando a Komatsu comprou participação da Dresser. Os produtos de mineração da companhia foram consolidados sob o nome Komatsu Mining Systems, em 1997. Para evitar que houvesse confusão sobre o nome da marca durante essas mudanças corporativas, o nome "Haulpak" que foi utilizado para a linha de produtos da Komatsu começou com a Dresser. Equipamentos LeTourneau-Westinghouse mais tarde se tornaram conhecidos simplesmente como equipamentos WABCO, em 1967. O nome Haulpak era um termo da indústria que, eventualmente, tornou-se aplicado a qualquer tipo de caminhão basculante traseiro. Uma história detalhada do desenvolvimento da Haulpak pode ser encontrada na Wabco Australia.

## Gama de Produtos
- Komatsu fez o maior trator de esteira do mundo, o D575.
- Em 2008, a Komatsu lançou o Komatsu PC200-8 Hybrid, uma escavadeira de 360 graus que armazena a energia da frenagem para aumentar a potência e reduzir o consumo de combustível.

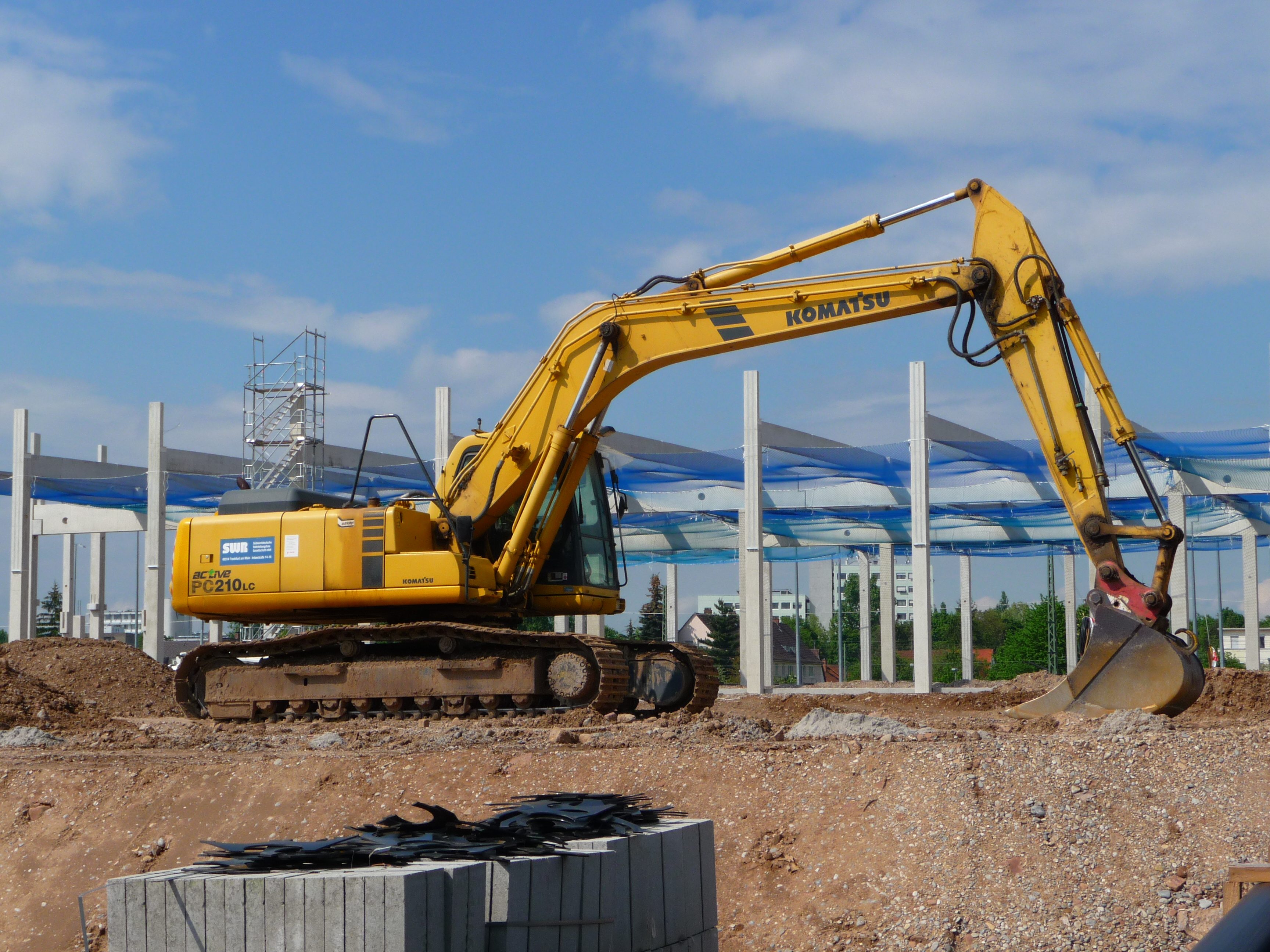
Escavadeira Komatsu PC210 LC durante as condições de pico de verão em San Antonio, Texas
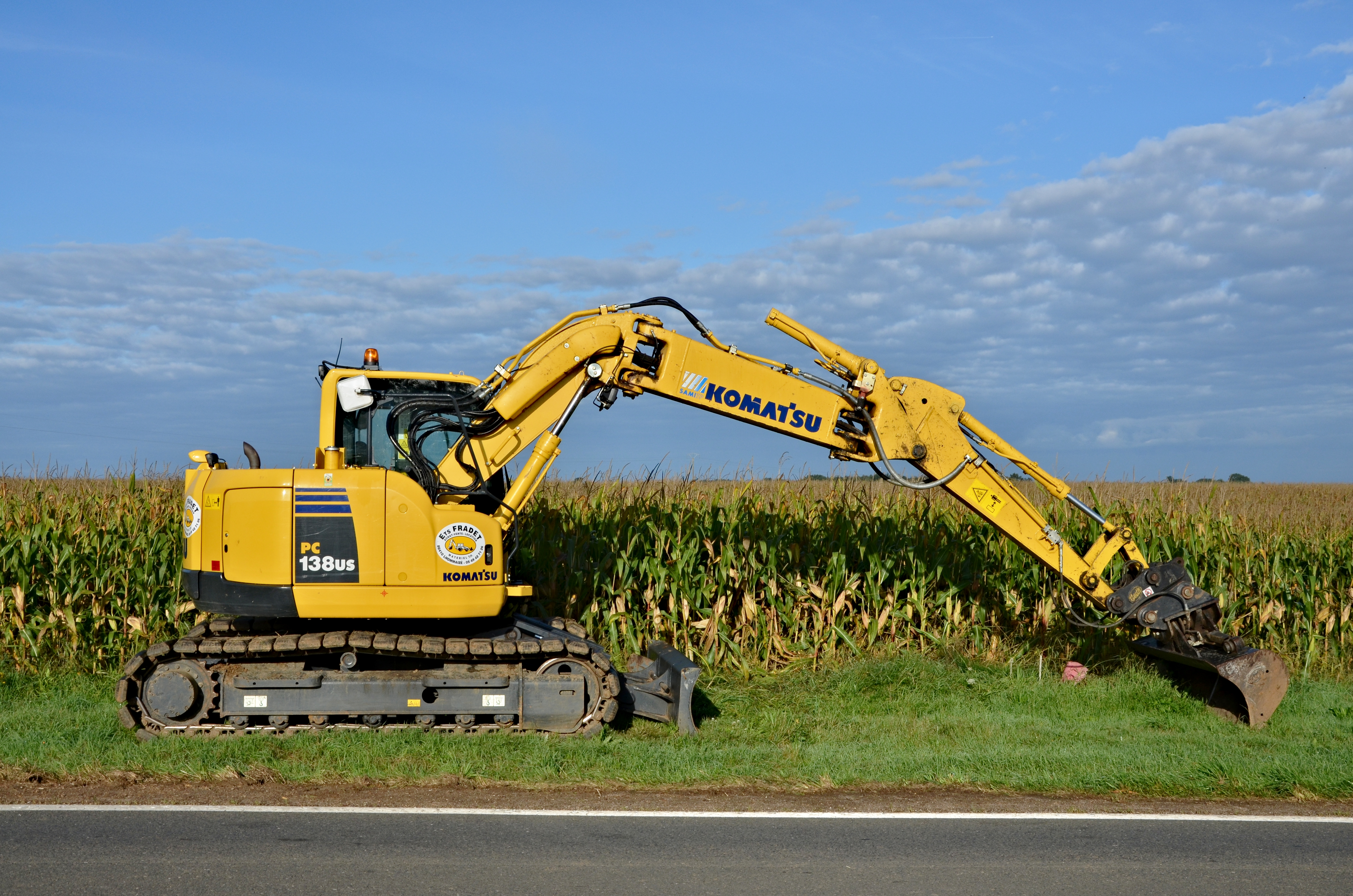
Komatsu PC138 dos EUA em uma estrada na França
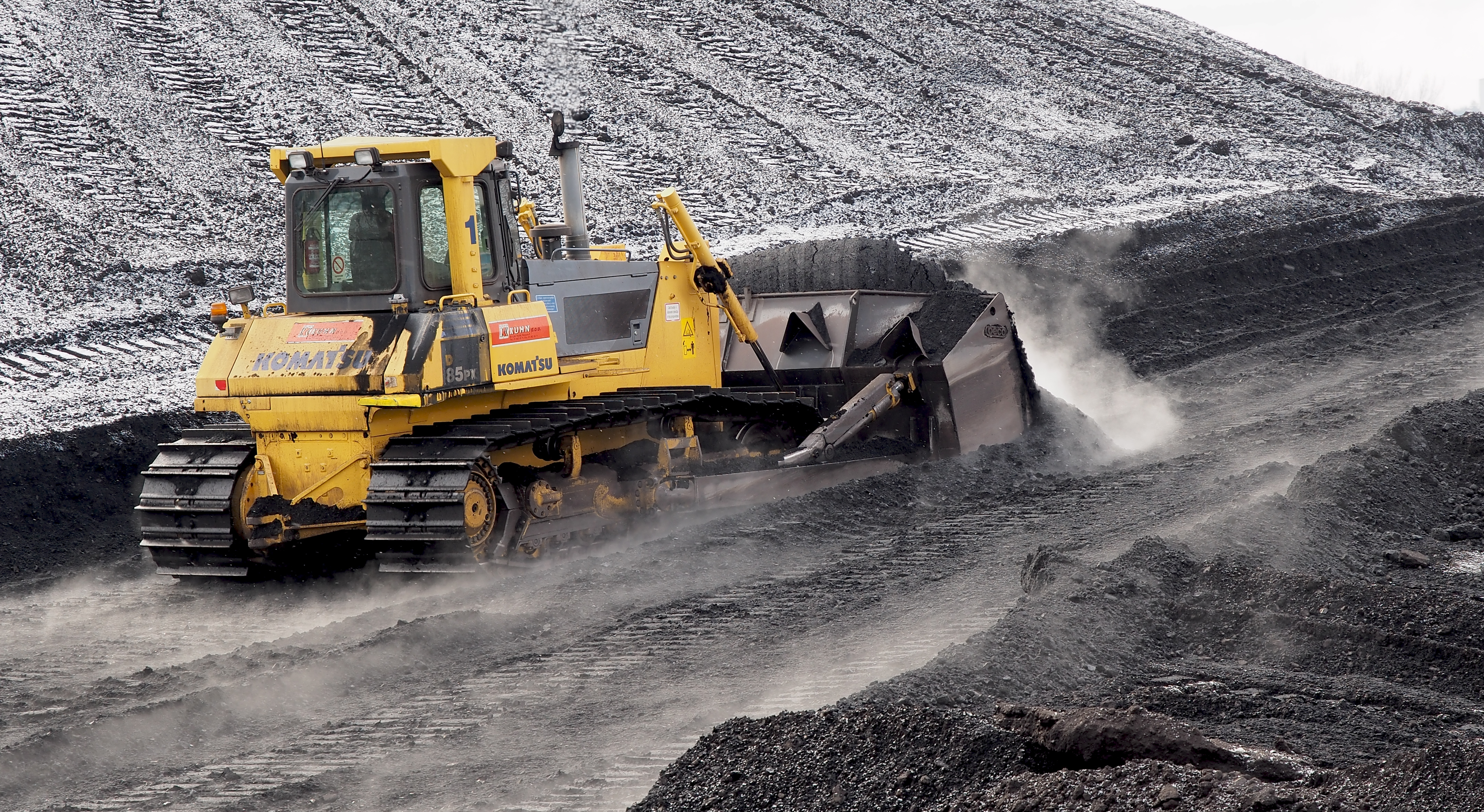
trator de esteira Komatsu D85 PX com semi-U tilt cochilar empurrando carvão na Central Elétrica
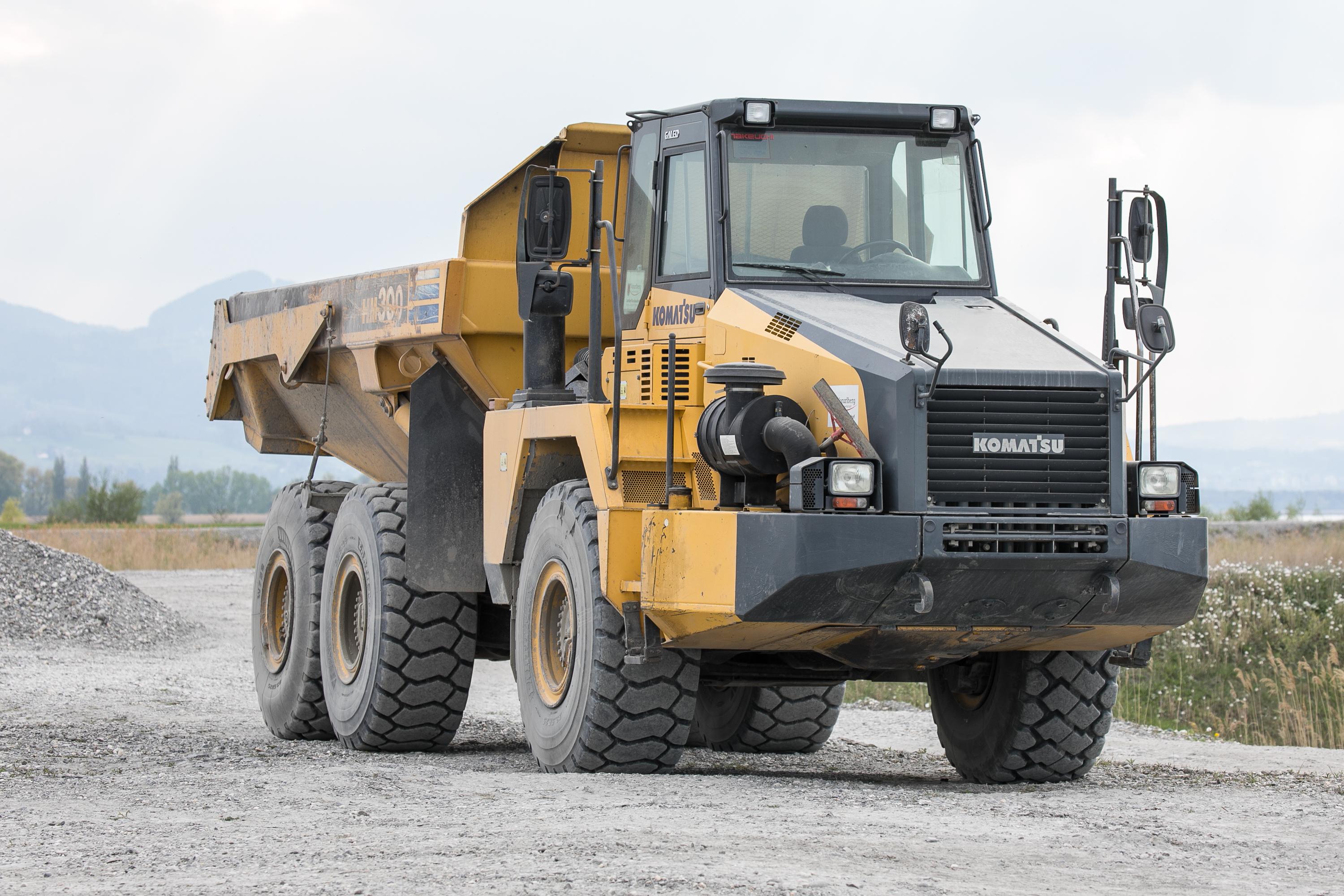
Caminhão articulado Komatsu HM300
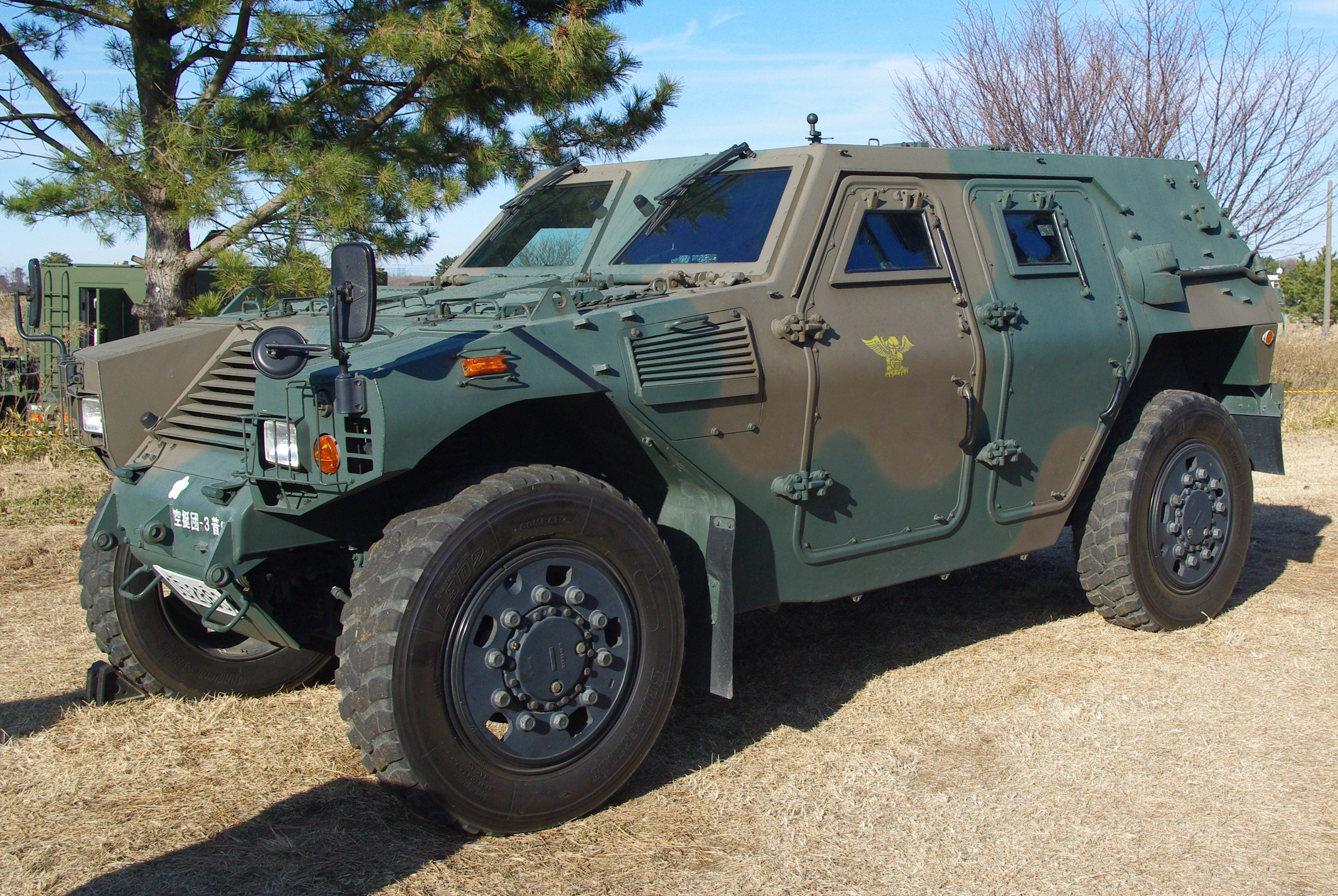
Um Komatsu LAV (Veículo Blindado Leve) em exibição com as marcações da 1ª Brigada Aerotransportada (Japão).